# Buscemi (Sizilien)

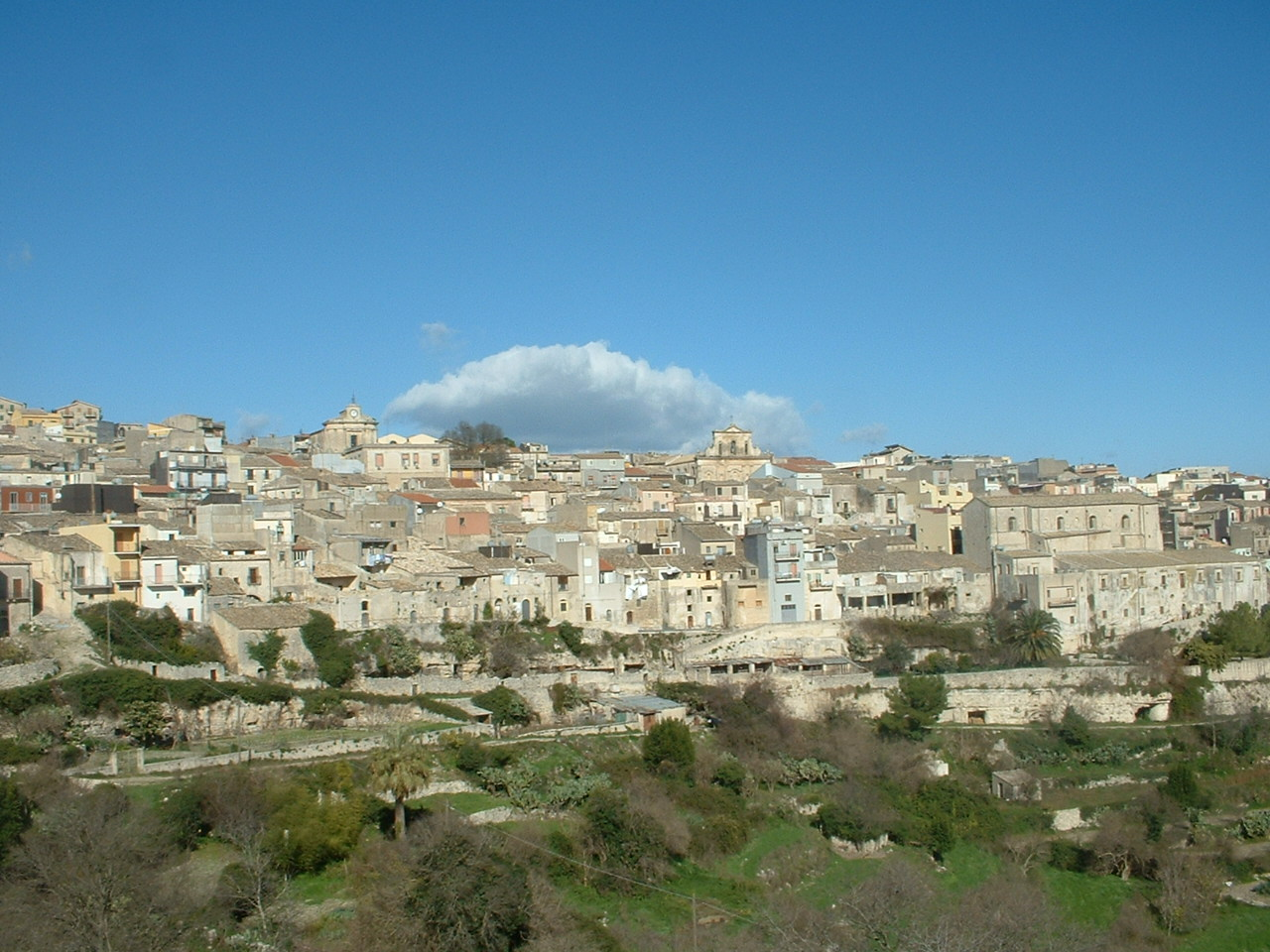
Blick auf Buscemi

Buscemi ist eine Stadt des Freien Gemeindekonsortiums Syrakus in der Region Sizilien in Italien mit 944 Einwohnern (Stand 31. Dezember 2023).

## Lage und Daten
Buscemi liegt 50 km westlich von Syrakus. Die Einwohner arbeiten hauptsächlich in der Landwirtschaft.
Die Nachbargemeinden sind Buccheri, Cassaro, Ferla, Giarratana (RG), Modica (RG) und Palazzolo Acreide.
Der Bahnhof Buscemi lag an der schmalspurigen Bahnstrecke Syrakus–Ragusa.

## Geschichte
Der Ort existiert seit der Zeit der Normannen. Zu arabischer Zeit war der Name des Ortes Edrisi. Ein schweres Erdbeben zerstörte 1693 viele Orte auf Sizilien, so auch Buscemi. Der Neuaufbau erfolgte nördlich der alten Stadt.
In der Nähe von Buscemi entstanden bereits in der Steinzeit erste Siedlungen, von denen heute nur die als Höhlen übrig gebliebenen Gräber oder einige kleine Mäuerchen sichtbar bleiben. 

## Sehenswürdigkeiten
- Museum der Gemeinde
- Pfarrkirche Nativita di Maria aus dem 18. Jahrhundert
- Kirche San Giacomo, der Grundriss hat eine elliptische Form
- Dammusi

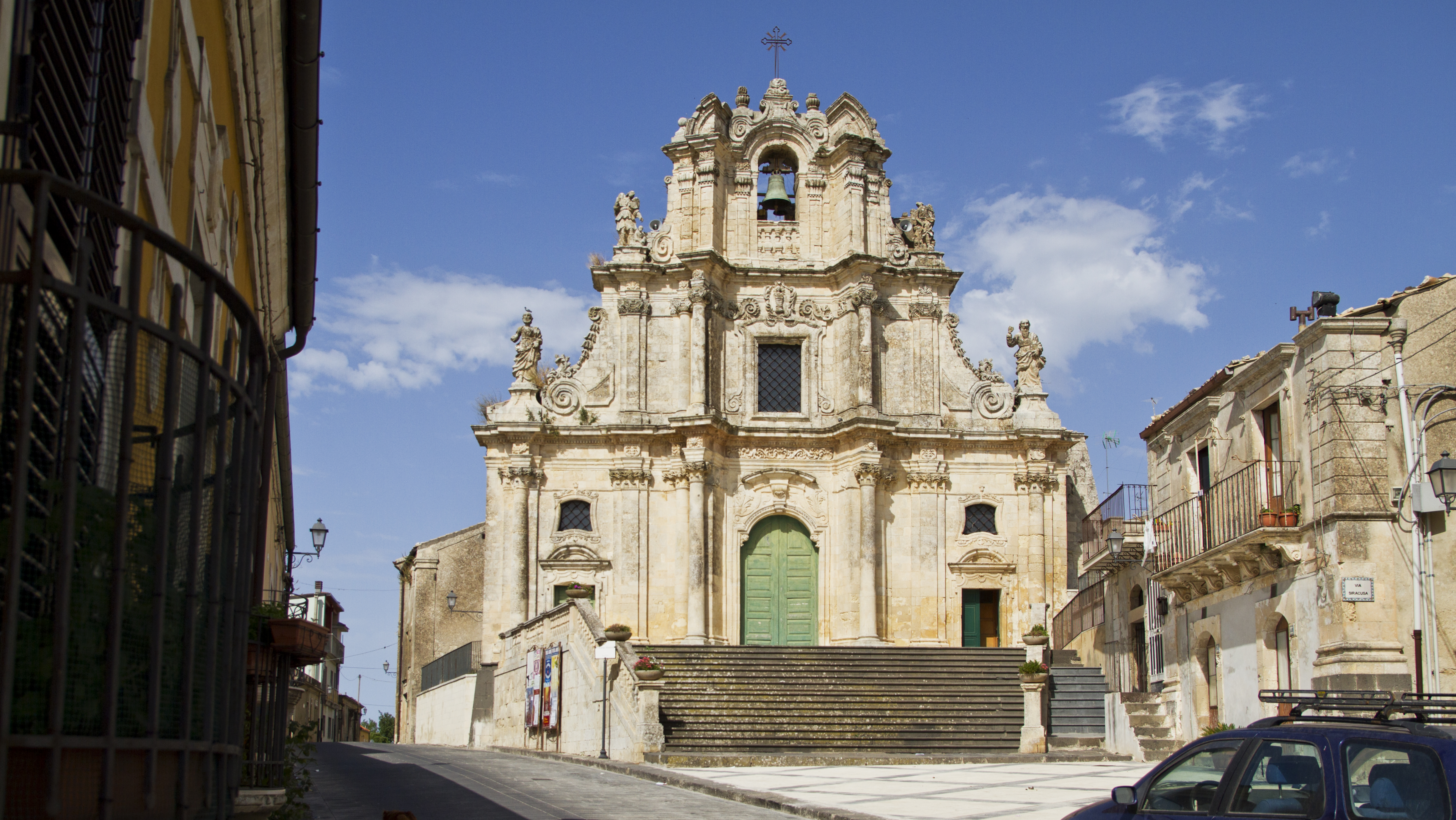
Pfarrkirche Nativita di Maria
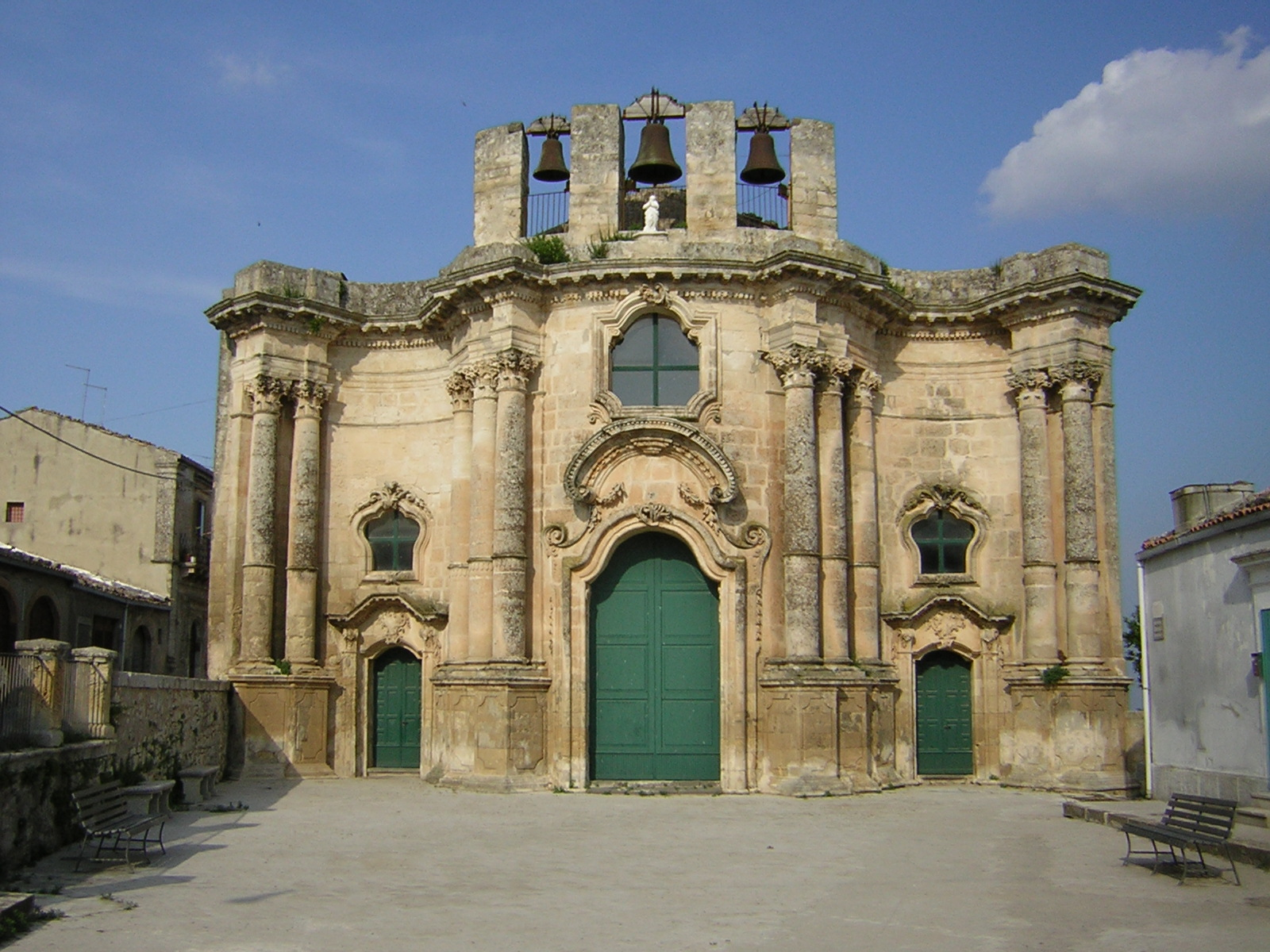
Kirche San Antonio
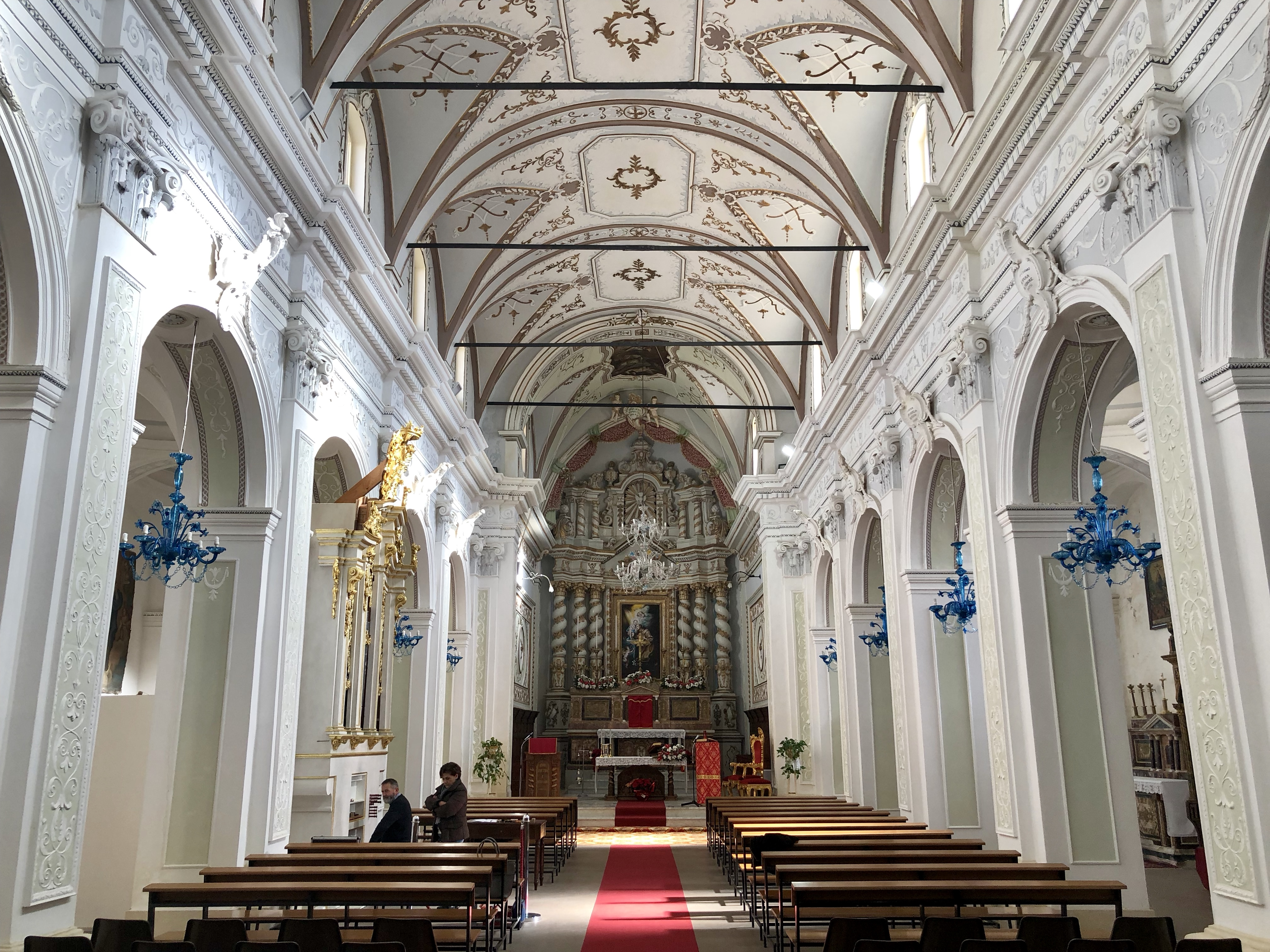
Inneres der Kirche S. Antonio
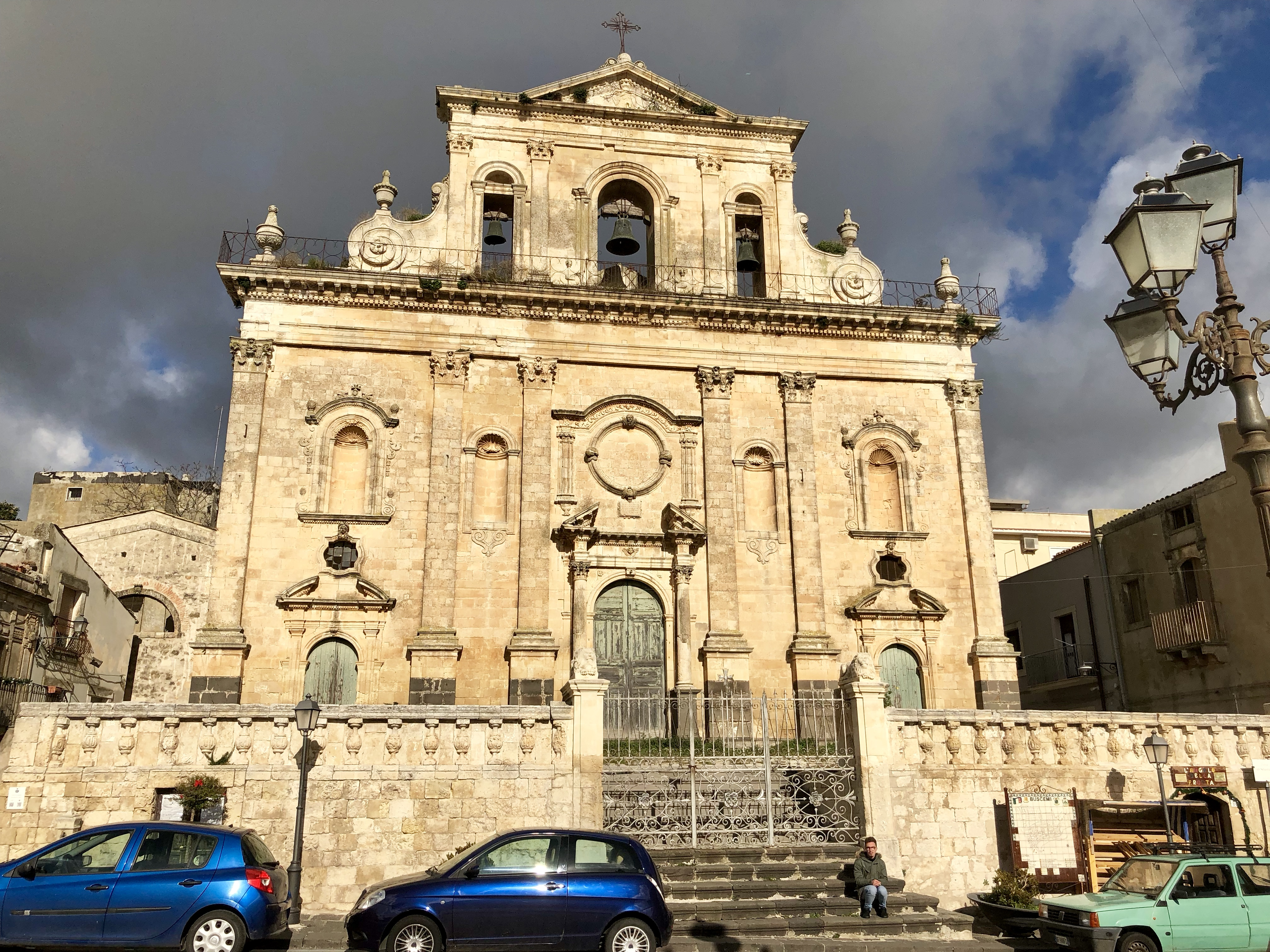
Kirche San Sebastiano
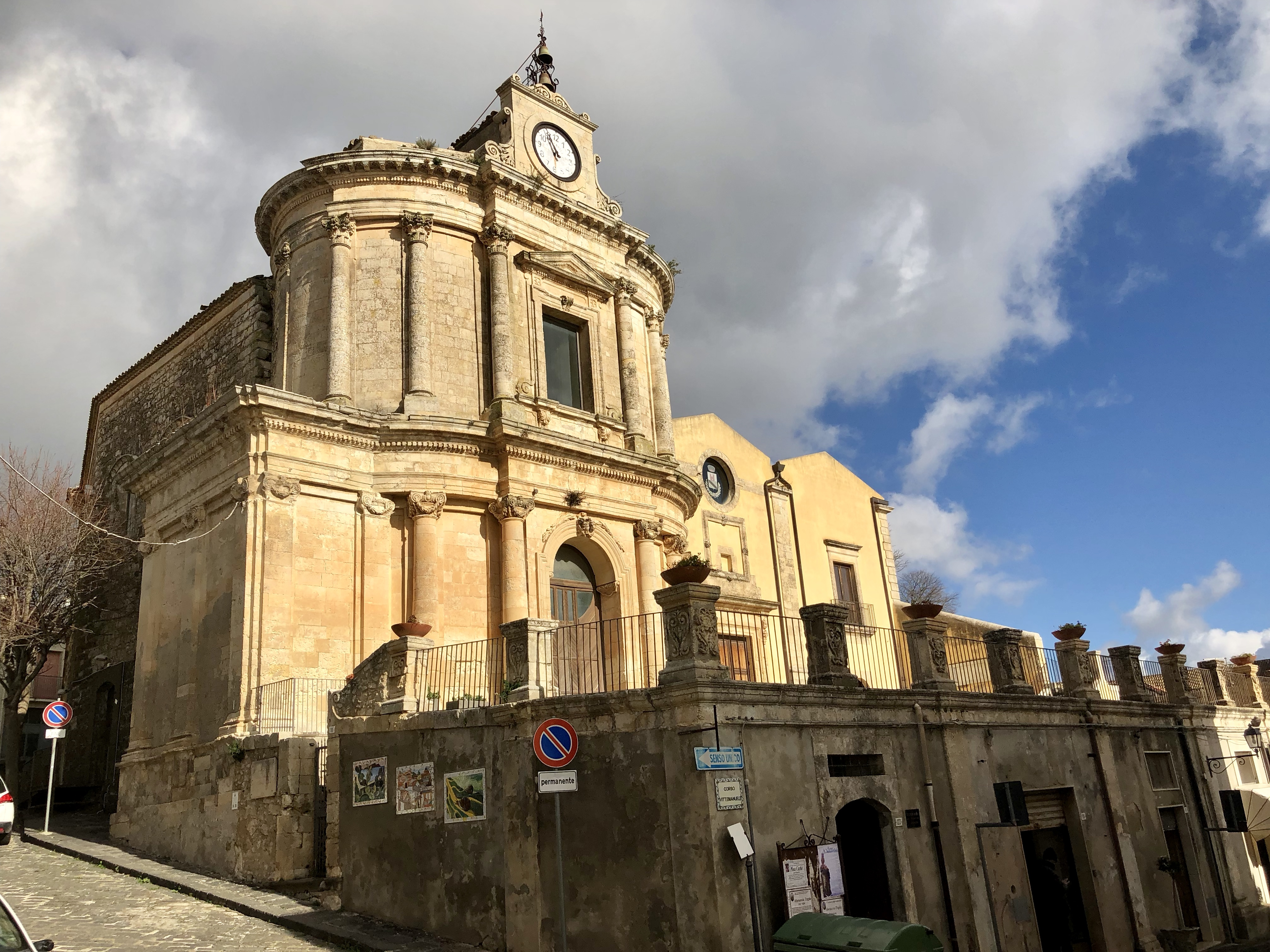
Ehemalige Kirche San Giacomo
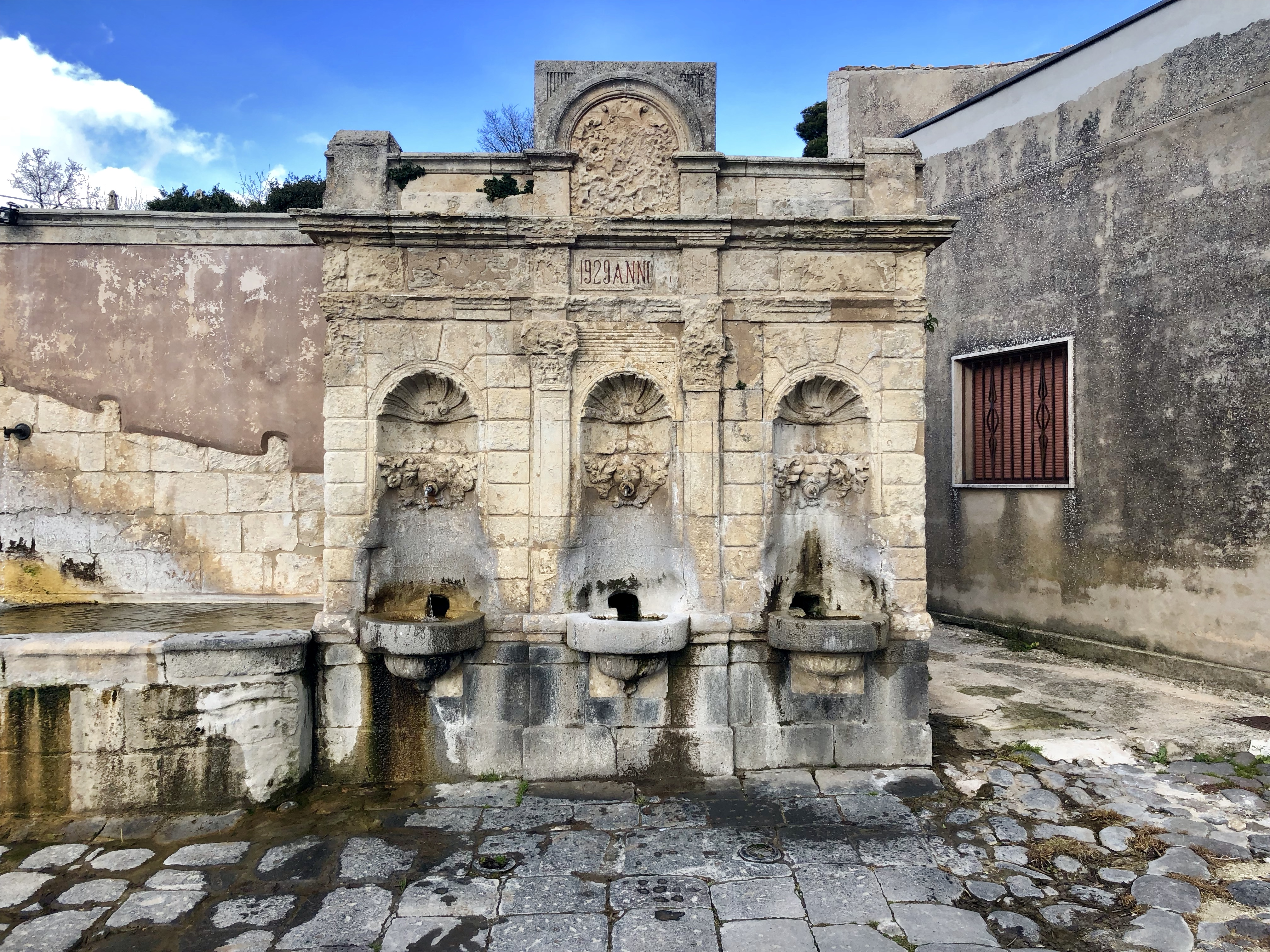
Brunnen in Buscemi

## Veranstaltungen
- Festa della Madonna del bosco am letzten Sonntag im August
- Festa del crocefisso am ersten Sonntag im Mai